# Alberto Volfango di Schaumburg-Lippe
Alberto Volfango di Schaumburg-Lippe (Bückeburg, 27 aprile 1699 – Bückeburg, 24 settembre 1748) fu Conte di Schaumburg-Lippe dal 1728 sino alla sua morte.

## Biografia
Alberto Wolfgang nacque a Bückeburg, figlio di Federico Cristiano di Schaumburg-Lippe e della sua prima moglie, la contessa Giovanna Sofia di Hohenlohe-Langenburg (1673-1743).
Succedette al padre come conte alla di lui morte, il 13 giugno 1728. Nel 1743, promosse la causa dell'imperatrice Maria Teresa e lo Schaumburg-Lippe venne coinvolto nella guerra di successione austriaca. Prese parte in quell'anno con il figlio alla Battaglia di Dettingen (27 giugno) entro le file dell'esercito dell'Hannover. L'11 maggio 1745 Alberto Wolfgang prese parte con il proprio reggimento alla Battaglia di Fontenoy nelle file dell'esercito dell'Hannover contro i francesi, sempre nell'ambito della guerra di successione austriaca. Nel 1747 decise di abbandonare la carriera militare a causa di contrasti sorti tra lui e il principe d'Orange ed iniziò a dedicarsi maggiormente all'amministrazione del proprio stato.
Durante gli anni del suo governo si dimostrò un fautore dell'assolutiosmo illuminato e promosse largamente l'attività della massoneria con la quale collaborava già dal 1725 quando a Londra aveva contribuito alla fondazione della Gran Loggia Unita d'Inghilterra.
Morì a Bückeburg nel 1748 e gli succedette nel titolo di conte il figlio Guglielmo.

## Matrimonio e figli
Alberto Wolfgang si sposò dapprima con la contessa Margherita Gertrude di Oeynhausen (1701-1726), una figlia illegittima di Giorgio I di Gran Bretagna, il 30 ottobre 1721 a Londra, dalla quale ebbe i seguenti eredi:
- Giorgio (1722-1742)
- Guglielmo (1724-1777), sposò la contessa Maria Barbara Eleonora di Lippe-Biesterfeld

Alla morte della prima moglie, si risposò con la principessa Carlotta di Nassau-Siegen (1702-1785), il 26 aprile 1730 a Varel. Non nacquero figli da questo matrimonio.

## Ascendenza
|                                                   |                                              |                                              | Genitori                                                  |  |  | Nonni |  |  | Bisnonni                 |  |  | Trisnonni                     |  |
|                                                   |                                              |                                              |                                                           |  |  |       |  |  | Simon VI, conte di Lippe |  |  | Bernhard VIII, conte di Lippe |  |
|                                                   |                                              |                                              |                                                           |  |  |       |  |  | Simon VI, conte di Lippe |  |  | Bernhard VIII, conte di Lippe |  |
|                                                   |                                              | Katharina von Waldeck–Eisenberg              |                                                           |  |  |       |  |  | Simon VI, conte di Lippe |  |  |                               |  |
| Philipp I, conte di Schaumburg-Lippe              |                                              |                                              |                                                           |  |  |       |  |  | Simon VI, conte di Lippe |  |  |                               |  |
|                                                   |                                              | Elisabeth zu Holstein-Schaumburg             | Otto IV, conte di Holstein-Schaumburg                     |  |  |       |  |  |                          |  |  |                               |  |
|                                                   |                                              | Elisabeth zu Holstein-Schaumburg             | Otto IV, conte di Holstein-Schaumburg                     |  |  |       |  |  |                          |  |  |                               |  |
|                                                   |                                              | Elisabeth zu Holstein-Schaumburg             | Elisabeth Ursula von Braunschweig-Lüneburg                |  |  |       |  |  |                          |  |  |                               |  |
| Friedrich Christian, conte di Schaumburg-Lippe    |                                              | Elisabeth zu Holstein-Schaumburg             |                                                           |  |  |       |  |  |                          |  |  |                               |  |
|                                                   |                                              | Moritz, langravio d'Assia-Kassel             | Wilhelm IV, langravio d'Assia-Kassel                      |  |  |       |  |  |                          |  |  |                               |  |
|                                                   |                                              | Moritz, langravio d'Assia-Kassel             | Wilhelm IV, langravio d'Assia-Kassel                      |  |  |       |  |  |                          |  |  |                               |  |
|                                                   |                                              | Moritz, langravio d'Assia-Kassel             | Sabine von Württemberg                                    |  |  |       |  |  |                          |  |  |                               |  |
| Sophie von Hessen-Kassel                          |                                              | Moritz, langravio d'Assia-Kassel             |                                                           |  |  |       |  |  |                          |  |  |                               |  |
|                                                   |                                              | Juliane von Nassau-Dillenburg                | Johann VII, conte di Nassau-Siegen                        |  |  |       |  |  |                          |  |  |                               |  |
|                                                   |                                              | Juliane von Nassau-Dillenburg                | Johann VII, conte di Nassau-Siegen                        |  |  |       |  |  |                          |  |  |                               |  |
|                                                   |                                              | Juliane von Nassau-Dillenburg                | Magdalene von Waldeck-Wildungen                           |  |  |       |  |  |                          |  |  |                               |  |
| Albrecht Wolfgang, conte di Schaumburg-Lippe      |                                              | Juliane von Nassau-Dillenburg                |                                                           |  |  |       |  |  |                          |  |  |                               |  |
|                                                   | Philipp Ernst, conte di Hohenlohe-Langenburg | Wolfgang II, conte di Hohenlohe-Weikersheim  |                                                           |  |  |       |  |  |                          |  |  |                               |  |
|                                                   | Philipp Ernst, conte di Hohenlohe-Langenburg | Wolfgang II, conte di Hohenlohe-Weikersheim  |                                                           |  |  |       |  |  |                          |  |  |                               |  |
|                                                   | Philipp Ernst, conte di Hohenlohe-Langenburg | Magdalena von Nassau-Dillenburg              |                                                           |  |  |       |  |  |                          |  |  |                               |  |
| Heinrich Friedrich, conte di Hohenlohe-Langenburg | Philipp Ernst, conte di Hohenlohe-Langenburg |                                              |                                                           |  |  |       |  |  |                          |  |  |                               |  |
|                                                   |                                              | Anna Maria zu Solms-Sonnenwalde              | Otto, conte di Solms-Sonnenwalde                          |  |  |       |  |  |                          |  |  |                               |  |
|                                                   |                                              | Anna Maria zu Solms-Sonnenwalde              | Otto, conte di Solms-Sonnenwalde                          |  |  |       |  |  |                          |  |  |                               |  |
|                                                   |                                              | Anna Maria zu Solms-Sonnenwalde              | Anna Amalia von Nassau-Weilburg                           |  |  |       |  |  |                          |  |  |                               |  |
| Johanna Sophie zu Hohenlohe-Langenburg            |                                              | Anna Maria zu Solms-Sonnenwalde              |                                                           |  |  |       |  |  |                          |  |  |                               |  |
|                                                   |                                              | Wolfgang Georg I, conte di Castell-Remlingen | Wolfgang II, conte di Castell-Remlingen                   |  |  |       |  |  |                          |  |  |                               |  |
|                                                   |                                              | Wolfgang Georg I, conte di Castell-Remlingen | Wolfgang II, conte di Castell-Remlingen                   |  |  |       |  |  |                          |  |  |                               |  |
|                                                   |                                              | Wolfgang Georg I, conte di Castell-Remlingen | Juliana zu Hohenlohe-Neuenstein                           |  |  |       |  |  |                          |  |  |                               |  |
| Juliana Dorothea von Castell-Remlingen            |                                              | Wolfgang Georg I, conte di Castell-Remlingen |                                                           |  |  |       |  |  |                          |  |  |                               |  |
|                                                   |                                              | Sophie Juliane von Hohenlohe-Pfedelbach      | Ludwig Eberhard, conte di Hohenlohe-Waldenburg-Pfedelbach |  |  |       |  |  |                          |  |  |                               |  |
|                                                   |                                              | Sophie Juliane von Hohenlohe-Pfedelbach      | Ludwig Eberhard, conte di Hohenlohe-Waldenburg-Pfedelbach |  |  |       |  |  |                          |  |  |                               |  |
|                                                   |                                              | Sophie Juliane von Hohenlohe-Pfedelbach      | Dorothea zu Erbach                                        |  |  |       |  |  |                          |  |  |                               |  |
|                                                   |                                              | Sophie Juliane von Hohenlohe-Pfedelbach      |                                                           |  |  |       |  |  |                          |  |  |                               |  |